# زاكاري بيل
زاكاري بيل (بالإنجليزية: Zachary Bell) مواليد 14 نوفمبر 1982 في يوكون، كندا، هو دراج كندي. شارك في دورة الألعاب الأولمبية الصيفية.

## وصلات خارجية
- الموقع الرسمي

## روابط خارجية
- زاكاري بيل على موقع الاتحاد الدولي للدراجات (الإنجليزية)
- زاكاري بيل على موقع أرشيف الدراجات (الإنجليزية)
- زاكاري بيل على موقع إحصائيات الدراجات الإحترافية (الإنجليزية)
- زاكاري بيل على موقع نسبة الدراجات (الإنجليزية)
- زاكاري بيل على موقع أوليمبيديا (الإنجليزية)
- زاكاري بيل على موقع اللجنة الأولمبية الكندية (الإنجليزية)